# Making of
Making of, nel gergo cinematografico, è un documentario che narra la produzione e i retroscena della fase realizzativa di un film. A volte viene utilizzato anche il termine behind the scenes (in italiano dietro le quinte).
La trasmissione dei making of è tuttavia comune anche in ambito televisivo, con speciali documentari che narrano genesi e dietro le quinte di programmi televisivi, serie tv, video musicali ecc.
Nel corso degli ultimi anni è divenuta parte integrante della promozione del film stesso, attraverso canali tematici specializzati, in concomitanza con uscita in sala o come bonus per il film DVD: benché finalizzati alla promozione, i making of offrono spesso un quadro più ampio e chiaro della genesi di un film.
I documentari che narrano la realizzazione di altri film hanno creato a loro volta un genere cinematografico a sé stante, in particolar modo quando la realizzazione (o la mancata realizzazione) di una pellicola risulta importante quasi quanto il film stesso.

È il caso di Lost in La Mancha (2002), ad esempio, making of di L'uomo che uccise Don Chisciotte, opera incompiuta di Terry Gilliam, che venne distribuita anche per poter mostrare le scene già girate del film stesso.
In altri casi, come in L'ombra del vampiro (2000), si è usato l'espediente di un making of fittizio di Nosferatu il vampiro (1922) per narrare una vicenda ex novo.

## Esempi
Tra parentesi il film di riferimento del making of:
- Viaggio all'inferno (1991) (Apocalypse Now di Francis Ford Coppola, 1979)
- Directed by Andrei Tarkovsky (Sacrificio di Andrej Tarkovskij, 1986)
- Making The Shining (1980) (Shining di Stanley Kubrick, 1980)
- Burden of Dreams (Fitzcarraldo di Werner Herzog, 1982)
- Inside the Making of Dr. Strangelove (2000) (Il dottor Stranamore di Stanley Kubrick, 1964)
- Lost in La Mancha (L'uomo che uccise Don Chisciotte di Terry Gilliam, 2018)
- Wrath of Gods (Beowulf & Grendel di Sturla Gunnarsson, 2005)
- The Matrix Revisited (Matrix di Andy e Larry Wachowski, 1999)
- Inferno: The Making of 'The Expendables' (I mercenari - The Expendables di Sylvester Stallone, 2010)